# Школа № 875
Средняя общеобразовательная школа № 875 — учебное заведение в районе Тропарёво-Никулино (Москва).

## История
Школа построена в 1971 году и была первой в новом тогда районе Тропарёво. Расположена в Западном административном округе Москвы, районе Тропарёво-Никулино, недалеко от метро Юго-Западная (проспект Вернадского, дом 101, корпус 5).
С 1978 по 1998 год историю в этой школе преподавал Алексей Алексеевич Венедиктов, главный редактор радио «Эхо Москвы» с 1998 по 2022 год. Его заместитель, журналист Сергей Бунтман вёл там же театральную студию. В школе также училась Татьяна Фельгенгауэр, российский журналист, корреспондент и ведущая программ радиостанции «Эхо Москвы», заместитель главного редактора. Школа имеет опыт длительного сотрудничества с радиостанцией «Эхо Москвы».
В 1980 году школу с золотой медалью окончил российский политический деятель и экономист Михаил Михайлович Задорнов. Кроме того, в этой школе учились Фёдор Дунаевский — актёр и бизнесмен, а также Анастасия Немоляева — актриса и художница. Вместе они сыграли главные роли в фильме Карена Шахназарова «Курьер». В одном из интервью Фёдор Дунаевский рассказывал, что Алексей Венедиктов, преподавая историю, заставлял учеников вести «Ленинские тетради» (делать выписки из работ Ленина).
Также имеется информация о том, что в этой школе учился Игорь Владимирович Ильинский, в период с 1986 по 1996 год в «А» классе, сегодня он является одним из ведущих передачи «Хранитель снов» на радио «Эхо Москвы».
С 1996 по 2010 годах имела статус «школа-лаборатория с художественно-театральным уклоном». В это время в школе с первого по пятый класс училась Мария Меладзе, позже известная как художница Мармеладзе.
С 2011 года школа участвует в пилотном проекте по развитию общего образования Правительства Москвы

Школа предоставляет учащимся широкий спектр дополнительного образования — ЛЕГО, французский язык, немецкий язык, музейная педагогика, хореография, краеведческий кружок, мультимедийное проектирование и многое другое.— Сайт школы
В школе развито самоуправление: в 2007—2008 году был создан ученический совет «Горячие сердца», с 2010 года работает родительская конференция, в том же году был создан Управляющий Совет школы.
В 2015 году произошло слияние двух соседних школ:
— 875, пр. Вернадского, 101, корпус 5, здание 1971 года постройки;
— 807, пр. Вернадского, 101, корпус 6, здание 1981 года постройки.
Объединённая школа сохранила руководство и обозначение 875, а школа 807 перестала существовать.